# Distrikt Marcapomacocha

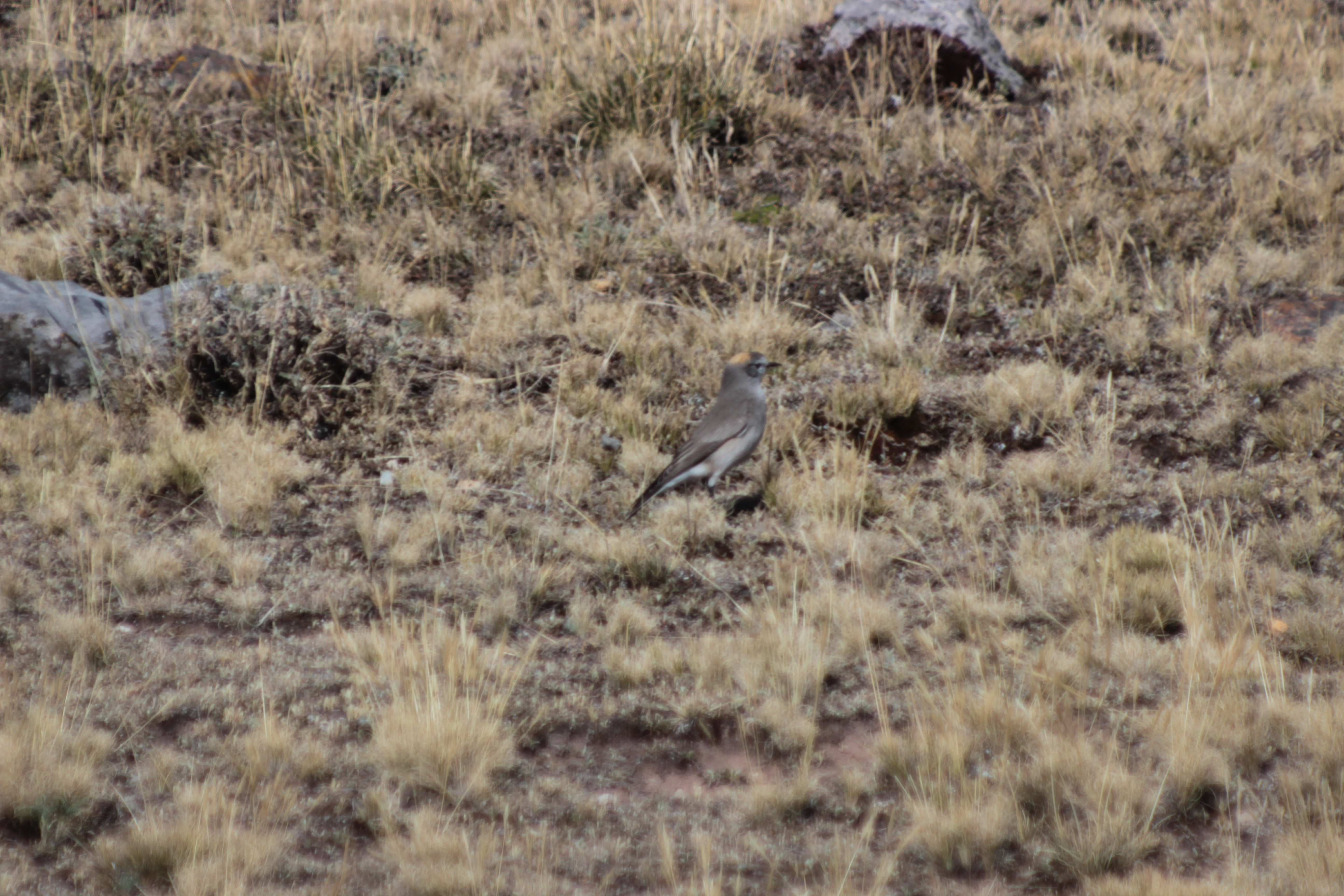
Gelbnacken-Grundtyrann im Südwesten des Distrikts

Der Distrikt Marcapomacocha liegt in der Provinz Yauli in der Region Junín in Zentral-Peru. Der Distrikt wurde am 2. Januar 1857 gegründet. Er hat eine Fläche von 884 km². Beim Zensus 2017 lebten 858 Einwohner im Distrikt. Im Jahr 1993 lag die Einwohnerzahl bei 1253, im Jahr 2007 bei 1267. Die Distriktverwaltung befindet sich in der 4415 m hoch gelegenen Ortschaft Marcapomacocha (⊙) mit 220 Einwohnern (Stand 2017). Marcapomacocha liegt 50 km westlich der Provinzhauptstadt La Oroya.

## Geographische Lage
Der Distrikt Marcapomacocha liegt im Nordwesten der Provinz Yauli im Andenhochland an der Ostflanke der peruanischen Westkordillere. Entlang der nordöstlichen Distriktgrenze verläuft der Oberlauf des Río Mantaro nach Süden. Dessen Nebenfluss Río Pucayacu fließt entlang der südöstlichen Distriktgrenze nach Norden. Ein Großteil des Distrikts wird über den Río Corpacancha nach Osten zum Río Mantaro entwässert. Im Distrikt Marcapomacocha gibt es mehrere Seen, darunter die Laguna Marcapomacocha. Im Süden des Distrikts erhebt sich der 5412 m hohe Nevado Rajuntay (oder Raujunte).
Der Distrikt Marcapomacocha grenzt im Norden an den Distrikt Santa Bárbara de Carhuacayán, im Nordosten an den Distrikt Junín (Provinz Junín), im Südosten an den Distrikt Morococha, im Süden an die Distrikte Chicla, Laraos und Huanza (Provinz Huarochirí), im Westen an die Distrikte Huaros (Provinz Canta) und Atavillos Alto (Provinz Huaral).

## Ortschaften
Im Distrikt gibt es fünf Anexos:
- Corpacancha (⊙ 14 km ostnordöstlich von Marcapomacocha)
- Cuyo (⊙ 6,5 km nordwestlich von Marcapomacocha)
- Sángrar (⊙ 7,5 km ostsüdöstlich von Marcapomacocha)
- Santa Ana (⊙ 17 km ostsüdöstlich von Marcapomacocha)
- Yántac (⊙ 10 km nordwestlich von Marcapomacocha)